# Mia Dimšić
Mia Dimšić znana tudi kot Mia, hrvaška pevka in besedilopiska, * 7. november 1992.

## Življenje
Mia Dimšić se je rodila 7. novembra 1992 v Osijeku. Diplomirala je iz prevajalstva na Filozofski fakulteti Univerze v Osijeku. Dimšićeva je svojo glasbeno kariero začela leta 2014, ko jo je tamburaška skupina Džentlmeni povabila, da jih spremlja na turneji po Severni Ameriki. Svojo prvo pesem z naslovom »Budi mi blizu« je izdala dne 12. oktobra 2015.

### Pesem Evrovizije
Dne 17. decembra 2021 so sporočili, da je bila Mia Dimšić s pesmijo »Guilty Pleasure« izbrana kot ena od štirinajstih udeležencev Dore 2022, hrvaškega nacionalnega izbora za Pesem Evrovizije 2022. Po zmagi na Dori dne 19. februarja je postala predstavnica Hrvaške na tekmovanju za Pesem Evrovizije 2022 v Torinu s pesmijo »Guilty Pleasure«. Mia je nastopila v prvem polfinalu, vendar se ni uvrstila v finale saj je uvrstila na 11. mesto s 75 točkami.

## Diskografija

### Studijski albumi
- »Život nije siv« (2017)
- »Božićno jutro« (2017)
- »Sretan put« (2019)

### Pesmi
- »Budi mi blizu« (2015)
- »Slobodno« (2015)
- »Život nije siv« (2016)
- »Sanjaj me« (2016)
- »Bezimeni« (2017)
- »Sunce, oblak, vjetar« (2017)
- »Kiša« (2017)
- »Cimet i čaj« (2017)
- »Sve sam znala i prije« (skupaj z Lorenzo) (2017)
- »Do posljednjega retka« (2018)
- »Snježna ulica« (2018)
- »Ovaj grad« (2019)
- »Cesta do sna« (2019)
- »Sva blaga ovog svijeta« (skupaj z Markotom Toljem) (2019)
- »Pomiče se sad« (2019)
- »Unatrag« (2020)
- »Gledaj me u oči« (skupaj z The Frajle) (2020)
- »Pomalo slučajno« (2021)
- »Neki novi ljudi« (2021)
- »Guilty Pleasure« (2022)
- »Stuck on You« (2022)

## Glasbene nagrade
| Leto | Združenje           | Kategorija                    | Delo                   | Sklici |
| ---- | ------------------- | ----------------------------- | ---------------------- | ------ |
| 2017 | Porin               | Najboljši glasbeni video      | Život nije siv         | [ 4 ]  |
| 2018 | Porin               | Album leta                    | Život nije siv         | [ 5 ]  |
| 2018 | Porin               | Pesem leta                    | Bezimeni               | [ 5 ]  |
| 2018 | Porin               | Pop-rock album                | Život nije siv         | [ 5 ]  |
| 2018 | Porin               | Duhovni album                 | Božićno jutro          | [ 5 ]  |
| 2020 | Porin               | Najboljše vokalno sodelovanje | Sva blaga ovog svijeta | [ 6 ]  |
| 2021 | Top.HR Music Awards | Najboljši doma prodajan album | Sretan put             | [ 7 ]  |
| 2022 | Cesarica            | Pesem leta                    | Guilty Pleasure        | [ 8 ]  |